# フリードリヒ・シュタール (画家)
フリードリヒ・シュタール（ドイツ語: Friedrich Stahl、1863年12月27日 - 1940年7月12日)）はドイツの画家、イラストレーターである。

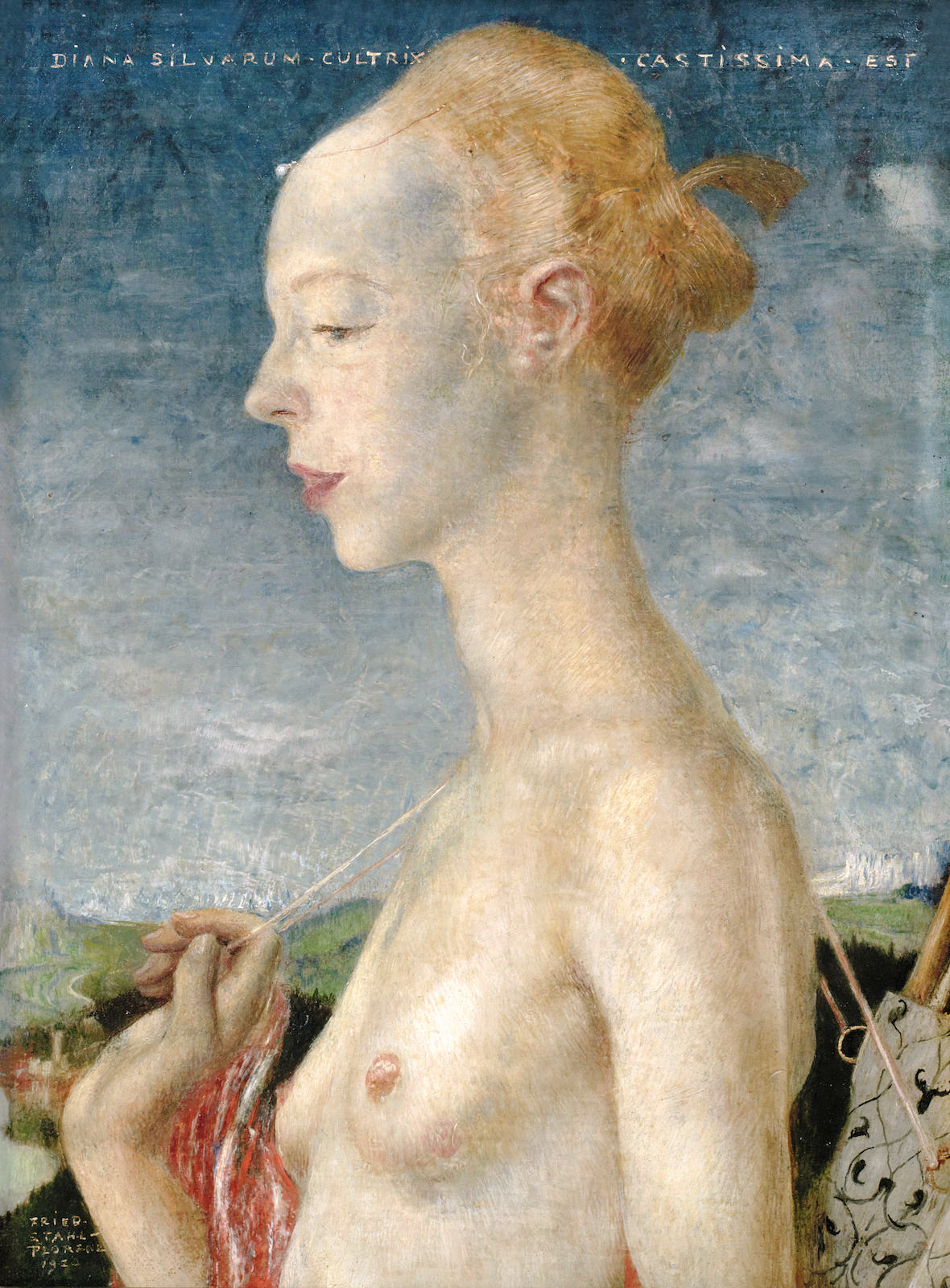
シュタール(作)「Diana Silvarumの肖像画」(1920)

## 略歴
ミュンヘンで生まれた。1878年からミュンヘン美術院で、ヴィルヘルム・フォン・ディーツやルートヴィヒ・フォン・レフツ、ジュラ・ベンツールに学んだ。
21歳で自らのスタジオを開いた。1886年から1898年の間はベルリンで活動し、有力な新聞「Die Gartenlaube」のイラストレーターとして働き、1892年にベルリン画家協会が開く保守的な美術展覧会に対抗するために結成された「11人協会（Vereinigung der XI）」のメンバーとなった 。11人協会は「ベルリン分離派」の母体となった美術家のグループである。1893年にイギリスに渡り、ラファエル前派のスタイルを学び、1904年からはフィレンツェで、サンドロ・ボッティチェッリなどルネサンスの巨匠の作品を学んだ。1909年に大ベルリン美術展(Große Berliner Kunstausstellung)で入賞した。1914年にミュンヘンに戻り、その後ローマで暮らした。印象派のスタイルからスタートして、ラファエル前派の画家のスタイルを取り入れ独自のスタイルを確立した。ナチスが政権をとった後も、高い評価を得ていて、1940年の1940年にミュンヘンのハウス・デア・クンストで開かれた大ドイツ美術展覧会 (Grosse Deutsche. Kunstausstellung)にも出展した。

## 作品

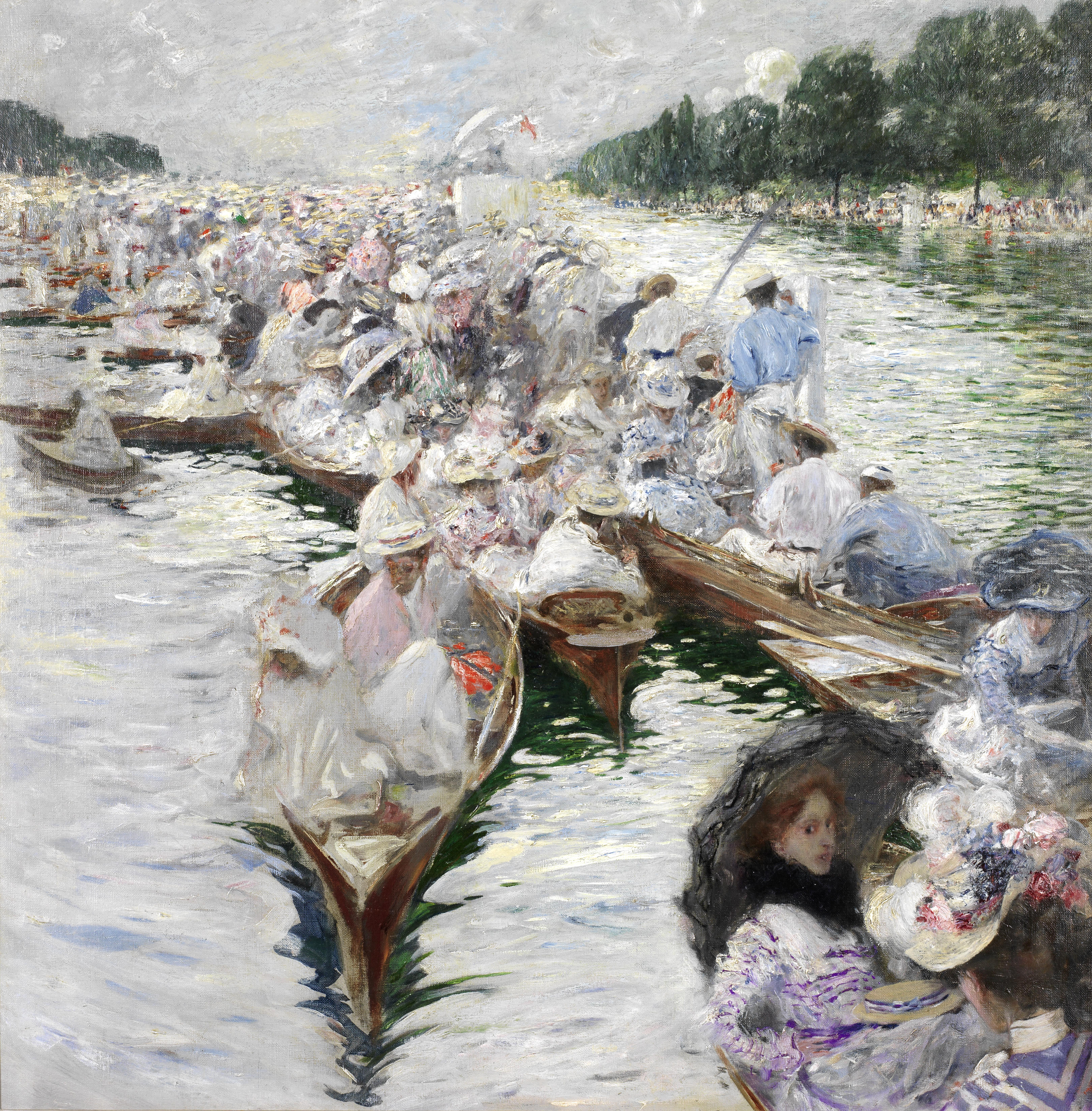
ヘンリー・ロイヤル・レガッタの会場
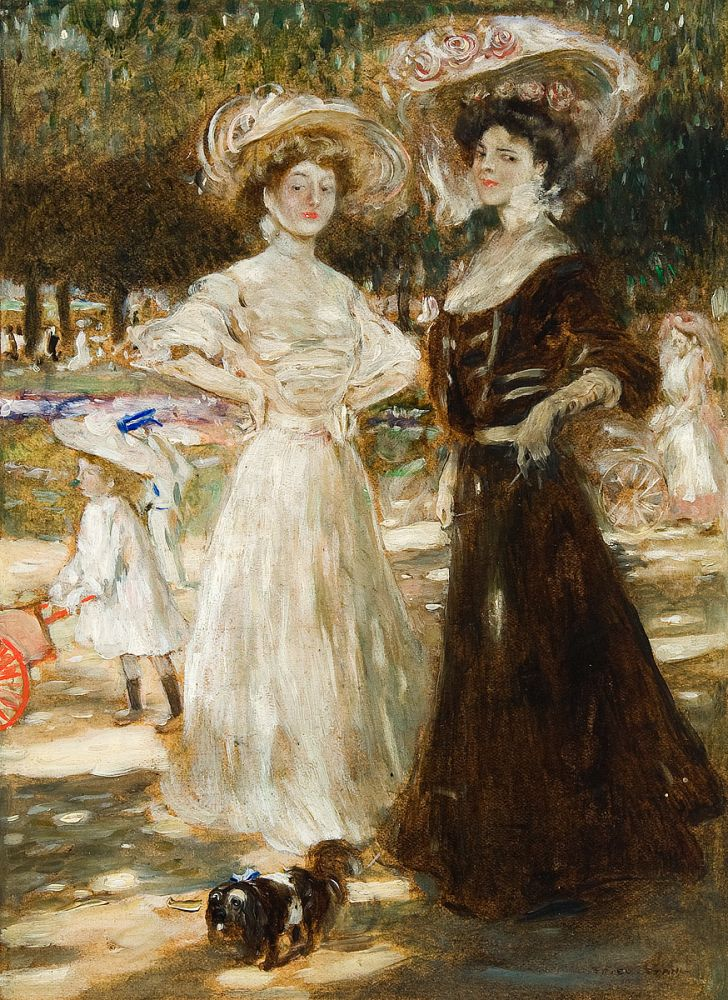
夏の公園の女性たち(c.1900)
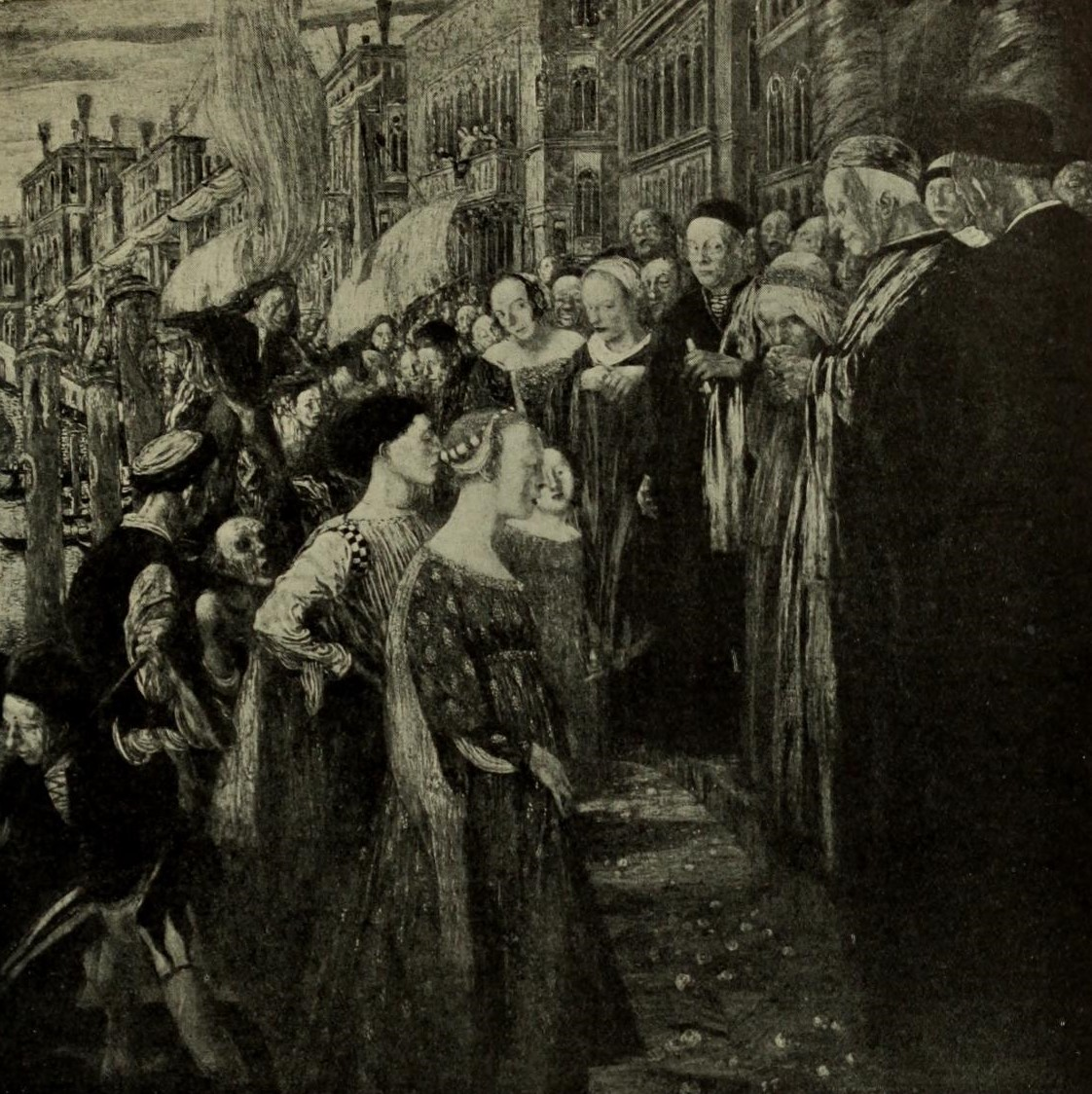
ヴェネツィアの結婚式　(c.1909)
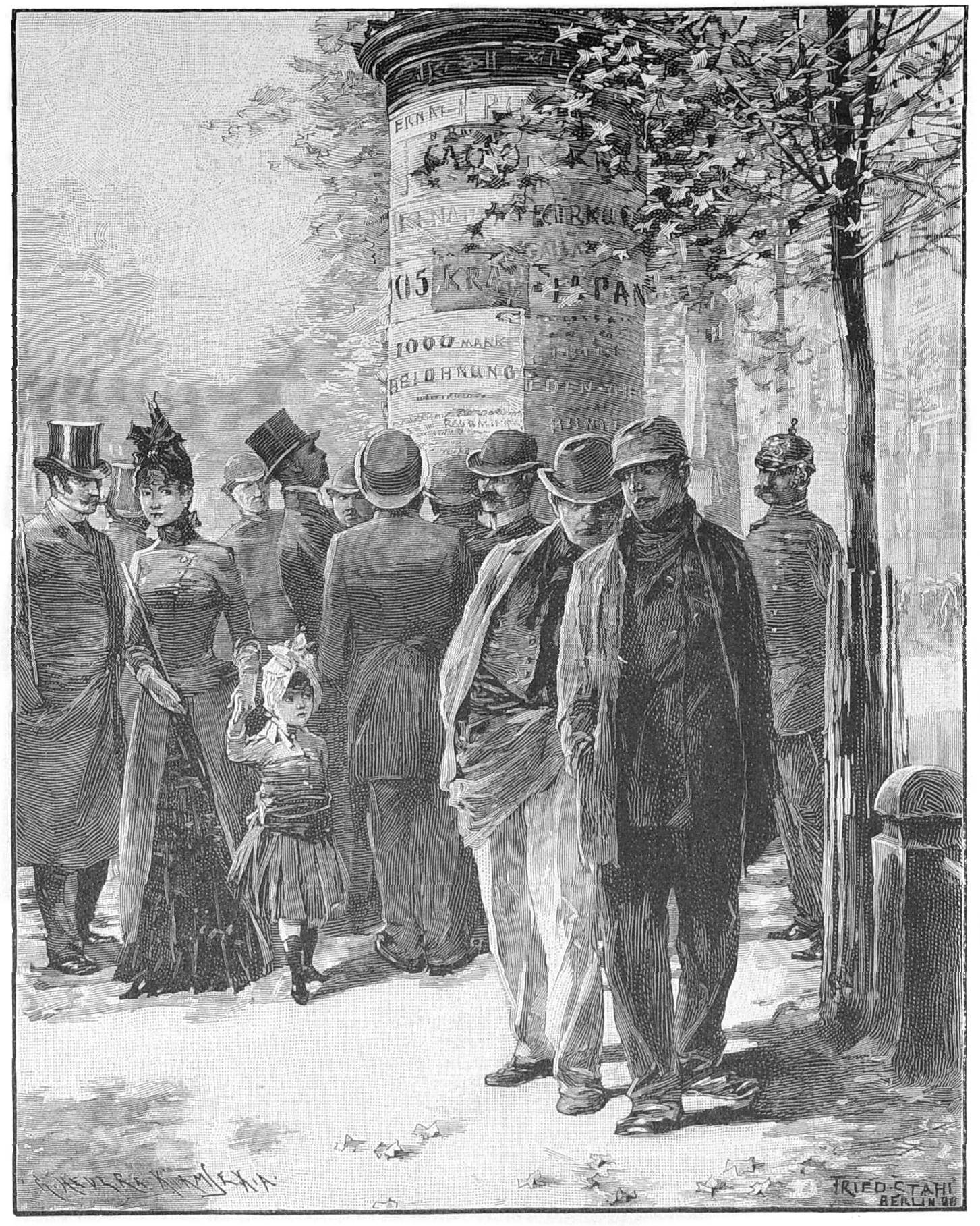
新聞「Die Gartenlaube」の挿絵(1888)